# Александър Спирковски
Александър Стеван Спирковски (на македонска литературна норма: Александар Стеван Спирковски) е артилерийски офицер, генерал-полковник от Югославската народна армия (ЮНА).

## Биография
Роден е на 20 януари 1932 година в град Прилеп в семейството на Стеван и Спасия. През 1941 г. завършва основно образование в родния си град, а след това и гимназия там. През 1951 г. завършва Военното училище за противовъздушна отбрана в Задар. В периода 1951 – 1961 г. е командир на взвод. От 1961 до 1967 г. е командир на батарея. През 1965 г. завършва Школа за усъвършенстване на офицер за ПВО отново в Задар, а през 1967 г. и Военната академия на Сухопътните войски на ЮНА. Между 1967 и 1970 г. е командир на дивизион. От 1970 до 1971 г. е началник-щаб на лек противосамолетен полк. През 1971 г. завършва Военна школа в Белград (ШНО). В периода 1971 – 1975 г. е командир на самоходен противосамолетен полк. От 1975 до 1976 г. е началник-щаб на пролетарска пехотна дивизия. Между 1976 и 1980 г. е командир на пехотна дивизия. В периода 1980 – 1983 г. е командир на гвардейска дивизия. От 1983 до 1986 г. е началник-щаб на втора югославска армия в Ниш. Между 1986 и 1988 г. е командир на първа югославска армия в Белград. От 1988 до 1989 г. е заместник-командир на първа армейска област, а след това до 1991 г. и на първа военна област. Между 1991 и 1992 г. е подсекретар на Съюзния секретариат за народна отбрана на СФРЮ. Излиза в запаса през август 1992. Умира през 2011 г.

## Военни звания
- Подпоручик (1951)
- Поручик (1955)
- Капитан (1959)
- Капитан 1 клас (1962)
- Майор (1967)
- Подполковник (1970), извънредно
- Полковник (1975)
- Генерал-майор (1980)
- Генерал-лейтенант (1985)
- Генерал-полковник (1989), предсрочно

## Награди
- Медал за военни заслуги, 1956 година;
- Орден за военни заслуги със сребърни мечове, 1961 година;
- Орден на Народната армия със сребърна звезда, 1970 година;
- Орден на братството и единството със сребърен венец, 1975 година;
- Орден на Народната армия със златна звезда, 1977 година;
- Орден на югославското знаме със златен венец, 1983 година;
- Орден на Народната армия с лавров венец, 1988 година;
- Орден на югославското знаме с лента.